# Seznam dynastií podle zemí
Seznam dynastií podle zemí je chronologicky seřazený seznam vládnoucích dynastií podle zemí (států). Seznam nemusí zahrnovat všechny dynastie, obzvláště subnárodní a speciálně domorodé dynastie nemusejí být zahrnuty vůbec.
Seznam není zdaleka kompletní.

## Evropa

### Albánie
- Wiedové (1912–1924), reálně pouze do 1914
- Dynastie Zogu (1928–1939)
- Savojští (1939–1943), italská fašistická nadvláda

### Belgie
- Habsburkové (1482–1780), španělská resp. rakouská nadvláda
  - Španělští Habsburkové (1482–1714), španělská nadvláda
  - Rakouští Habsburkové (1714–1780), rakouská nadvláda
- Habsbursko-lotrinská dynastie (1780–1794), rakouská nadvláda
- Oranžsko-nasavská dynastie (1815–1830), nizozemská nadvláda
- Dynastie Sachsen-Coburg-Gotha (od 1831)

### Bulharsko
- Osmané, turecká nadvláda
- Battenberkové (1878–1886), větev dynastie Hesenských
- Dynastie Sachsen-Coburg-Gotha (1886–1946)

### Byzantská říše
- Palaiologové (1261–1453)

### České země / Čechy
- Mojmírovci (830-906)
- Přemyslovci (867–1306), počítáno od Bořivoje I.
- Piastovci (1003–1004)
- Menhardovci (1306; 1307-1310)
- Lucemburkové (1310–1437)
- Jagellonci (1471–1526)
- Habsburkové (1306-1307; 1437-1457; 1526–1780)
- Wittelsbachové (1619-1620; 1741-1742)
- Habsbursko-lotrinská dynastie (1780–1918), větev dynastie Lotrinků resp. Hapsburků

### Černá Hora
- Dynastie Petrović-Njegoš (1696–1918)
- Karađorđevićové (1918–1946) – Jugoslávie

### Dánsko
- Oldenburkové (od 1448), hlavní větev vymřela r. 1863, nastupuje vedlejší větev
  - Glücksburkové (od 1863), vedlejší větev Oldenburků

### Finsko
- Oldenburkové (1457–1521)
- Vasovci (1521–1654)
- Wittelsbachové (1654–1720)
- Hesenští (1720–1751)
- Dynastie Holstein-Gottorp (1751–1809)
- Dynastie Holstein‑Gottorp‑Romanov (1809–1917)
- Hesenští (1917–1918), pouze formálně

### Francie
- Merovejci (488-751)
- Karlovci (751-987)
- Kapetovci (987–1792 a 1814–1848)
  - Dynastie Valois (1328–1589)
  - Dynastie Bourbonů (1589–1792 a 1814–1848)
- Bonapartové (1804–1814 a 1852–1870)

### Gruzie
- Dynastie Bagration (813–1810)

### Chorvatsko
- Trpimírovci (845–1091)
- Arpádovci (1102–1301)
- Přemyslovci (1301–1305)
- Wittelsbachové (1305–1308)
- Anjouovci (1308–1395)
- Lucemburkové (1387–1437)
- Jagellonci (1490–1526)
- Habsburkové (1437–1490, 1526–1740)
- Habsbursko-lotrinská dynastie (1780–1918), větev dynastie Lotrinků resp. Habsburků
- Karađorđevićové (1918–1941) – Jugoslávie
- Savojští (1941–1943), pouze formálně

### Irsko
- Hannoverská dynastie (1714–1901)
- Dynastie Sachsen-Coburg-Gotha (1901–1917), v roce 1917 změněn název na Windsorská dynastie
  - Windsorská dynastie (1917–1938(1947)

### Itálie
- Karlovci (774-896)
- Římsko-němečtí císařové (962–1556/1648)
- Bonapartové (1805–1814)
- Savojští (1861–1946)

#### Milánsko
- Della Torre (1197–1265)
- Visconti (1265–1447)
- Sforzové (1450–1500, 1521–1535)
- Valois-Orléans (1499–1500 a 1501–1512)
- Habsburkové (1540–1780)
- Habsbursko-lotrinská dynastie (1780–1797, 1814–1859)

#### Modena
- Esteni (1264–1796)
- Habsbursko-lotrinská dynastie - větev Rakouští-Este (1814–1860), poté součást sardinského království

#### Parma
- Dynastie Farnese (1545–1731)
- Bourboni (1731–1735, 1748–1803, 1847–1860)
  - Bourbon-Parma (1748–1803, 1847–1860)
- Habsburkové (1735–1748)
- Habsbursko-lotrinská dynastie (1814–1847), poté součást sardinského království

#### Sardinie
- Barcelonská dynastie (1297–1410)
- Trastámarská dynastie (1412–1516)
- Španělští Habsburkové (1516–1700)
- Bourboni (1700–1713)
- Rakouští Habsburkové (1713-1720)
- Savojští (1720–1861), poté součást italského království

#### Savojsko
- Savojští (1003–1720), poté součást sardinského království

#### Sicílie
- Hohenštaufové (1194–1266)
- Anjouovci (1266–1282)
- Barcelonská dynastie (1282–1410)
- Trastámarská dynastie (1412–1516)
- Habsburkové ((1516–1700, 1720–1735)
  - Španělští Habsburkové (1516-1700)
  - Rakouští Habsburkové (1720-1734)
- Bourboni (1700–1713, 1734–1860), 1816 spojeno s Neapolskem do království Obojí Sicílie, poté součást italského království
  - Bourbon-Obojí Sicílie (1816-1860)
- Savojští (1713–1720)

#### Neapolsko
- Anjouovci (1285–1442)
- Trastámarská dynastie (1442–1500, 1504–1516), unie s Aragonem
- Orléans-Valois (1500–1504)
- Habsburkové (1516–1700, 1720–1734)
  - Španělští Habsburkové (1516-1700)
  - Rakouští Habsburkové (1720-1734)
- Bourboni (1700–1713, 1734–1806 a 1815–1860), 1816 spojeno se Sicílií do království Obojí Sicílie, poté součást italského království
  - Bourbon-Obojí Sicílie (1816-1860)
- Bonapartové (1806–1815)

#### Toskánsko
- Medicejové (1532–1737), od 1569 velkovévodové
- Habsbursko-lotrinská dynastie (1737–1801, 1814–1860), poté součást italského království
  - Toskánští Habsburko-Lotrinkové (1790-1801, 1814-1860)
- Bourbon-Parma (1801–1807), jak okrálové Etrurie
- Bonapartové (1808–1814)

### Litva
- Jagellonci (1316–1572)

### Lucembursko
- Lucemburkové (1196–1437)
- Habsburkové
- Nasavští (1815–1964)
  - dynastie Oranžsko-nasavská (1815–1890)
  - dynastie Nasavská-weilburská (od 1890–1964), de jure stále vládne
- Bourbon-Parma (od 1964), de jure stále vládne dynastie Nasavských

### Maďarsko resp. Uhry
- Arpádovci (895–1301)
- Přemyslovci (1301–1305)
- Wittelsbachové (1305–1308)
- Jagellonci (1490–1526)
- Habsburkové (1526–1740)
- Habsbursko-lotrinská dynastie (1780–1918), větev dynastie Lotrinků resp. Habsburků

### Monako
- Grimaldiové (od 1297), původní rod vymřel, ale vedlejší větve si ponechávají původní jméno

### Německo
- Karlovci (843-911)
- Liuodolfovci (919–1024)
- Sálská dynastie (1024–1125)
- Supplinburkové (1125–1137)
- Hohenštaufové (1137–1208, 1215–1254)
- Welfové (1208–1215)
- Lucemburkové (1308–1313, 1347–1400, 1410–1437)
- Nasavští (1292–1298)
- Wittelsbachové (1314–1347, 1400–1410, 1742–1745)
- Habsburkové (1273–1291, 1298–1308, 1438–1740)
- Habsbursko-lotrinská dynastie (1745–1806), větev dynastie Lotrinků resp. Habsburků
- Hohenzollernové (1871–1918)

#### Bavorsko
- Liuodolfovci (889-947)
- Wittelsbachové (1180–1918)

#### Braniborsko
- Askánci ()
- Hohenzollernové ()

#### Hannoversko
- Hannoverská dynastie (1708–1866)

#### Hesensko
- Hesenští (1264–1918)

#### Prusko
- Hohenzollernové (1525–1918)

#### Sasko
- Liuodolfovci (843-961)
- Askánci (1138–1142 a 1180–1422)
- Welfové (1127–1138, 1142–1180)
- Wettinové (1422–1918)

### Nizozemsko / Holandsko
- Španělští Habsburkové (1482–1581), jako místodržitelé
- Bonapartové (1806–1810), jako holandští králové
- Dynastie Oranžsko-nasavská (od 1772), od toho roku dědičně

### Norsko
- Oldenburkové (1450–1814)
- Dynastie Bernadotte (1818–1905)
- Glücksburkové (od 1905), vedlejší větev Oldenburků

### Polsko
- Piastovci (870–1300 a 1306–1370)
- Přemyslovci (1300–1306)
- Jagellonci (1385–1572)
- Wettinové (1697–1704, 1709–1763 a 1807–1815)
- Dynastie Holstein‑Gottorp‑Romanov (1815–1831 resp. 1917)

### Portugalsko
- Burgundská dynastie (1093–1383)
- Dynastie Aviz (1385–1580)
- Habsburkové (1580–1640)
- Braganzové (1640–1853)
- Dynastie Braganza-Wettin (1853–1910)

### Rakousko
- Babenberkové (976–1246)
- Přemyslovci (1251–1276)
- Habsburkové (1282–1780)
- Habsbursko-lotrinská dynastie (1780–1918), větev dynastie Lotrinků resp. Habsburků

### Rumunsko
- Hohenzollernové (1866–1947), větev Hohenzollern-Sigmaringen

### Rusko
- Rurikovci (862–1598 a 1606–1610)
- Romanovci (1613–1762)
- Dynastie Holstein‑Gottorp‑Romanov (1762–1917), stále se považují za Romanovce

### Spojené království
- Stuartovci (1707–1714), předtím v Anglii a Skotsku
- Hannoverská dynastie (1714–1901)
- Dynastie Sachsen-Coburg-Gotha (1901–1917), v roce 1917 změněn název na Windsorská dynastie
  - Windsorská dynastie (od 1917)

#### Anglie
- Plantageneti (1154–1485) (zřídka označování jako Anjouovci)
  - Lancasterové (1399–1471)
  - Yorkové (1461–1485)
- Tudorovci (1485–1603)
- Stuartovci (1603–1707), poté spojeno se Skotskem jako Spojené království

#### Skotsko
- Stuartovci (1307–1707), poté spojeno s Anglií jako Spojené království

### Srbsko
- Nemanjićové (1166–1371)
- Lazarevićové (1371–1427)
- Brankovićové (1427–1502)
- Obrenovićové (1815–1842 a 1858–1903)
- Karađorđevićové (1804–1813, 1842–1858 a 1903–1918)
  - Karađorđevićové (1918–1946) – Jugoslávie

### Španělsko
- Habsburkové (1516–1701/1714), de facto sjednoceno roku 1516, ale de jure až 1714
- Dynastie Bourbonů (1714–1868, 1874–1931 a od 1975)
- Bonapartové (1808–1813)
- Savojští (1871–1873)

#### Aragon
- Habsburkové (1516–1701)

#### Kastílie
- Burgundská dynastie (1126–1369)
- Trastámarská dynastie (1369–1516)
- Habsburkové (1516–1701)

### Švédsko
- Oldenburkové (1457–1521)
- Vasovci (1521–1654)
- Wittelsbachové (1654–1720)
- Hesenští (1720–1751)
- Dynastie Holstein-Gottorp (1751–1818)
- Dynastie Bernadotte (od 1818)

### Turecko
- Seldžucká dynastie (1077–1307)
- Osmanská dynastie (1281–1923)

## Afrika

### Burundi
- Ntwero (1680–1966)

### Čad
- Dynastie Duguwa (700–1075)
- Dynastie Sayfawa (1075–1846)

### Egypt
- Dynastická rasa
- 0. dynastie
- 1. dynastie
- 2. dynastie
- 3. dynastie
- 4. dynastie
- 5. dynastie
- 6. dynastie
- 7. dynastie
- 8. dynastie
- 9. dynastie
- 10. dynastie
- 11. dynastie
- 12. dynastie
- 13. dynastie
- 14. dynastie
- 15. dynastie
- 16. dynastie
- 17. dynastie
- 18. dynastie
- 19. dynastie
- 20. dynastie
- 21. dynastie
- 22. dynastie
- 23. dynastie
- 24. dynastie
- 25. dynastie
- 26. dynastie
- 27. dynastie / Achaimenovci (První perská nadvláda)
- 28. dynastie
- 29. dynastie
- 30. dynastie
- Achaimenovci (Druhá perská nadvláda)
- Makedonská dynastie
- Ptolemaiovci
- Římští císaři
- Východořímští a byzantští císaři
- Umajjovci
- Abbásovci
- Fátimovci
- Ajjúbovci
- Mamlúci
- Osmané turecká nadvláda
- Dynastie Muhammada Alího (1805–1953)

### Etiopie
- Aksumové (c. 50-c. 900)
- Dynastie Zangwe (c. 900–1270)
- Šalomounovci (1270–1975)

### Libye
- Dynastie Senussi (1951–1969)

### Lesotho
- Dynastie Seeiso (od 1822)

### Maroko
- Idrisidovci (780-974)
- Maghrawovci (987–1070)
- Almorávidé (1073–1147)
- Almohadové (1147–1269)
- Marínovci (1215–1465)
- Vattásovci (1465–1554)
- Saadové (1554–1659)
- Dynastie Alaouite (od 1666), také Alawité

### Rwanda
- 1. dynastie (Rwanda) (1350–1506)
- 2. dynastie (Rwanda) (1506–1600)
- 3. dynastie (Rwanda) (1600–1961)

### Svazijsko
- Dynastie Dlamini (od 1780)

### Tunisko
- Dynastie Muradid (1628–1705)
- Dynastie Husainid (1705–1957)

## Amerika

### Araukanie and Patagonie
- Dynastie Tounens (1860–1878)

### Brazílie
- Braganzové (1822–1889)

### Kanada
- Hannoverská dynastie (1867–1901)
- Dynastie Sachsen-Coburg-Gotha (1901–1917), v roce 1917 změněn název na Windsorská dynastie
  - Windsorská dynastie (od 1917)

### Mexiko
- Habsbursko-lotrinská dynastie (1864–1867)

## Asie

### Afghánistán
- Dynastie Barakzaj (1818–1839 a 1842–1973)

### Barma (Myanmar)
- Dynastie Toungoo (1486–1752)
- Dynastie Konbaung (1752–1885)

### Bahrajn
- Dynastie al-Chalífa (od 1783)

### Čína
- Dynastie Sia (2100–1600 př. n. l.)
- Dynastie Šang (1600–1100 př. n. l.)
- Dynastie Čou (1100-221 př. n. l.)
  - Dynastie Západní Čou (1100-771 př. n. l.)
  - Dynastie Východní Čou (770-476 př. n. l.)
  - Období Jara a Podzimu (770-476 př. n. l.)
  - Období válčících států (476-221 př. n. l.)
- Dynastie Čchin (221-206 př. n. l.)
- Dynastie Chan (206 př. n. l.-220)
  - Dynastie Západní Chan (206 př. n. l.-8/9 n. l.)
  - Dynastie Východní Chan (25-220 n. l.)
- Tři království (220-280)
  - Království Cchao Wej (220-265)
  - Království Šu-chan (221-263)
  - Království Východní Wu (222-280)
- Dynastie Ťin (265-420)
- Jižní a severní dynastie (420-589)
- Dynastie Suej (581-618)
- Pět dynastií a deset království (907-960)
  - Dynastie Pozdní Liang (907-923)
  - Dynastie Pozdní Tchang (923-936)
  - Dynastie Pozdní Čchin (936-946)
  - Dynastie Pozdní Chan (947-950)
  - Dynastie Pozdní Čou (951-960)
- Dynastie Sung (960–1279)
  - Dynastie Severní Sung (960–1127)
  - Dynastie Jižní Sung (1127–1279)
- Dynastie Jüan (1271–1368), mongolská dynastie
- Dynastie Ming (1368–1644)
  - Dynastie Jižní Ming (1644–1659)
- Dynastie Čching (1644–1912), mandžuská dynastie

### Indie
- Hannoverská dynastie (1877–1901)
- Dynastie Sachsen-Coburg-Gotha (1901–1917), v roce 1917 změněn název na Windsorská dynastie
  - Windsorská dynastie (1917–1950), od roku 1947 jako dominium Indie (a dominium Pákistán do 1956)

### Irák
- Hášimovci (1921–1958)

### Írán (Persie)
- Zandovci (1750–1794)
- Kádžárovci (1794–1925)
- Dynastie Pahlaví (1925–1979)

### Japonsko
- Dynastie Jamato (od 660 př. n. l.), japonská císařská dynastie

### Jemen
- Kásimovci (1597–1962)

### Jordánsko
- Hášimovci (od 1921)

### Katar
- Dynastie al-Sání (od 1825)

### Kuvajt
- Dynastie al-Sabah (od 1782)

### Korea
- Tři království Koreje (57 př. n. l.-668)
- Severní a Jižní státy (698-935)
- Dynastie Korjo (918–1392)
- Dynastie Čoson (1392–1910), od 1897 císařská

### Malajsie

#### Sarawak
- Bílí rádžové (1841–1946)

### Maledivy
- Dynastie Huraa (1757–1968)

### Mongolsko
- Dynastie Jüan (1271–1368), mongolská dynastie
  - Dynastie Severní Jüan (1368–1634), mongolská dynastie
- Dynastie Čching (1644–1912), mandžuská dynastie, čínská nadvláda na Mongolskem

### Saúdská Arábie
- Saúdové (od 1932), předtím vládli Nadždu a Hidžázu

### Spojené arabské emiráty
- Dynastie Al Nahyan – Abú Dhabí
- Dynastie Al Maktoum – Dubaj
- Dynastie Al-Qasimi – Sharjah a Rás al-Chajma

### Thajsko (Siam)
- Dynastie Hari Pun Chai (663–1293)
- Dynastie Phra Roung (1237–1438)
- Dynastie Mangrai (1261–1578)
- Dynastie Eu Thong (1350–1370 a 1388–1409)
- Dynastie Suphanabhumi (1370–1350 a 1409–1569)
- Dynastie Phra Roung (1569–1629)
- Dynastie Prasart Thong (1629–1688)
- Dynastie Bann Plu Luang (1688–1767)
- Dynastie Thonburi (1767–1782)
- Dynastie Chakri (od 1782)

### Tibet
- Dalajlámové (1492–1959)
  - Dynastie Čching (1644–1912), mandžuská dynastie, čínská nadvláda na Tibetem

### Turecko
- Seldžucká dynastie (1077–1307)
- Osmanská dynastie (1281–1923)

### Vietnam
- Dynastie Chan (206 př. n. l.-220), čínská dynastie (nadvláda)
- Dynastie Ťin (280-420), čínská dynastie (nadvláda)
- Dynastie Liang (502-544)), čínská dynastie (nadvláda)
- Dynastie Suej (602-618), čínská dynastie (nadvláda)
- Dynastie Tchang (618-905), čínská dynastie (nadvláda)
- Dynastie Ming (1414–1427), čínská dynastie (nadvláda)
- Dynastie Nguyễn (1802–1945)

## Oceánie

### Austrálie
- Hannoverská dynastie (1901)
- Dynastie Sachsen-Coburg-Gotha (1901–1917), v roce 1917 změněn název na Windsorská dynastie
  - Windsorská dynastie (od 1917)

### Havajské ostrovy
- Dynastie Kamehameha (1810–1872)
- Dynastie Kalaimamahu (1872–1874)
- Dynastie Kalākaua (1874–1893)

### Nový Zéland
- Dynastie Sachsen-Coburg-Gotha (1901–1917), v roce 1917 změněn název na Windsorská dynastie
  - Windsorská dynastie (od 1917)

### Tahiti
- Dynastie Pōmare (1788–1880)

- Dynastie Tuʻi Tonga (900–1865)
- Dynastie Tupou (od 1875)

### Tonga
- Dynastie Tuʻi Tonga (900–1865)
- Dynastie Tupou (od 1875)